# 末兼俊彦
末兼 俊彦（すえかね としひこ、1978年〈昭和53年〉 - ）は、日本の金工学者。京都国立博物館主任研究員。専門は美術史・金属工芸史。

## 経歴
1978年（昭和53年）生まれ、京都大学大学院人間・環境学研究科博士後期課程中退。2010年（平成22年）7月より、九州国立博物館に金工分野担当のアソシエイトフェローとして着任する。2012年（平成24年）4月に京都国立博物館研究員となり、2016年（平成28年）4月より東京国立博物館学芸研究部 主任研究員となる。2018年（平成30年）4月には再び京都国立博物館学芸部工芸室 主任研究員として着任する。

## 著書

### 記事・論文
- 「美しき七宝」『博物館ディクショナリー』第220号、京都国立博物館、2020年3月。[3]
- 「七宝宝尽文菓子器」『なにわ』5月号、大阪府警、2020年5月。[3]
- 「京都の古社寺と日本のかたな」『知恩』6月号（№913）、浄土宗総本山知恩院、2020年6月。[3]
- 「日本の刀剣（일본도）」『武士무사　SAMURAI Patrons of Japanese art and culture』、韓国国立中央博物館、2020年12月。[3]

### 作品解説
- 京都国立博物館 著、読売新聞社 編『特別展京のかたな : 匠のわざと雅のこころ』2018年9月29日。 NCID BB26916529。(総論、扉解説、刀剣の作品解説を担当)[3]
- 京都国立博物館 著、西国三十三所札所会; 読売新聞社 編『西国三十三所 草創一三〇〇年記念 特別展　聖地をたずねて─西国三十三所の信仰と至宝─』2020年4月。 NCID BC01699508。[3]
- 京都国立博物館 著、宮内庁; 読売新聞社; NHK京都放送局・NHKエンタープライズ近畿 編『御即位記念　特別展　皇室の名宝』2020年10月。 NCID BC04980973。[3]